# Jade Picon
Jade Picon Froes (São Paulo, 24 de setembre de 2001) és una actriu, empresària, celebritat d'internet i model brasilera, que va guanyar notorietat en els mitjans digitals. El 2022, va començar la seva carrera televisiva com a actriu a l'emissora TV Globo.

## Biografia
Picon va néixer a la ciutat de São Paulo el 24 de setembre de 2001, la filla menor de Carlos Picon, empresari, i Monica Santini Froes, agrònoma. El seu germà gran, Léo Picon, és també influencer, nascut el 1996.
Jade va començar a treballar com a model de fotografia quan era bebè, dedicant-s'hi fins als 7 anys. Després d'això, va aparèixer en vídeos i publicacions fetes pel seu germà a les plataformes digitals Orkut i YouTube, que van tenir molta repercussió. Això va afavorir la carrera de Picon, qui als 13 anys ja tenia la seva independència econòmica, i amb els anys també havia guanyat milions de seguidors en les seves xarxes socials. El 2019, va llançar la seva pròpia marca de roba, Jade² (també estilitzada com JadeJade). Als 20 anys, Picon ja era milionària.
El 2022, va ser triada per concursar en la 22a temporada de Big Brother Brasil, dintre del grup de celebritats que hi participaven. En va ser la setena eliminada, amb el 84,93% dels vots. L'octubre del mateix any, Picon va fer el seu debut actoral després de ser l'escollida per interpretar el paper de Chiara Guerra en la telenovel·la Travessia, de TV Globo. Va haver-hi crítiques entorn del seu càsting, ja que no tenia cap experiència i ni tan sols estava acreditada pel sindicat d'intèrprets.

## Aparicions en Televisió
| Any  | Títol              | Rol                    | Notes        |
| ---- | ------------------ | ---------------------- | ------------ |
| 2022 | Big Brother Brasil | Participant (14è lloc) | Temporada 22 |
| 2022 | Travessia          | Chiara Guerra          | -            |